# Манштейн, Кристоф Герман
Кристоф Ге́рман фон Манштейн (нем. Christoph Hermann von Manstein; 1 сентября 1711, Санкт-Петербург — 22 или 24 июня 1757, Вэльмин) — мемуарист, полковник гвардии (1740), генерал-майор прусской службы, на русской службе в 1736—1744 годах, участник свержения Бирона. Автор «Записок о России, 1727—1744».

## Биография
Отец — Эрнст Себастьян фон Манштейн (Ernst Sebastian von Manstein) (1678—1747), генерал-лейтенант на русской службе, комендант Ревеля. Мать — Доротея фон Дитмар (Dorothea von Ditmar).

### На службе России
До тринадцати лет посещал школу в Нарве, продолжил учёбу в прусском кадетском корпусе (1726), который окончил в 1730 году. Поступил на военную службу в Пруссии, первоначально унтер-офицер, затем (1733) прапорщик пехотного полка номер 19 (Маркграф Карл). В 1736 году, находясь в отпуске на родине, перешёл, уступив настоянию отца, на службу в России. Участник русско-турецкой войны 1735—1739 годов, в том числе штурма Перекопа и разорения городов Крыма в 1736 году, которую начал капитаном гренадеров Петербургского гренадерского полка, а завершил подполковником, адъютантом генерал-фельдмаршала Б. Х. Миниха. Описание кампании в мемуарах являются ценным источником. Был дважды ранен.
После успеха русских русских 20 мая, когда штурмующие колонны Миниха взяли Перекопский вал и саму крепость Ор-Капы в башнях вдоль вала с артиллерией остались несдавшиеся янычары. Ближайшая к русским обстреливала войска и Миних приказал капитану Манштейну взять её. С 60 людьми из своей роты после упорного боя он взял башню, причём был ранен. За это произведён в секунд-майоры.
Этот эпизод послужил основой событий 20-го века. Когда Э. фон Манштейн в 1941 году взял перекопский перешеек, а в 1942 году после осады Севастополь ему преподнесли в подарок книгу мемуаров Кристофа Манштейна, сражавшегося в тех же местах, которую он тщательно изучил, о чём упомянул в собственных мемуарах, вышедших после заключения.

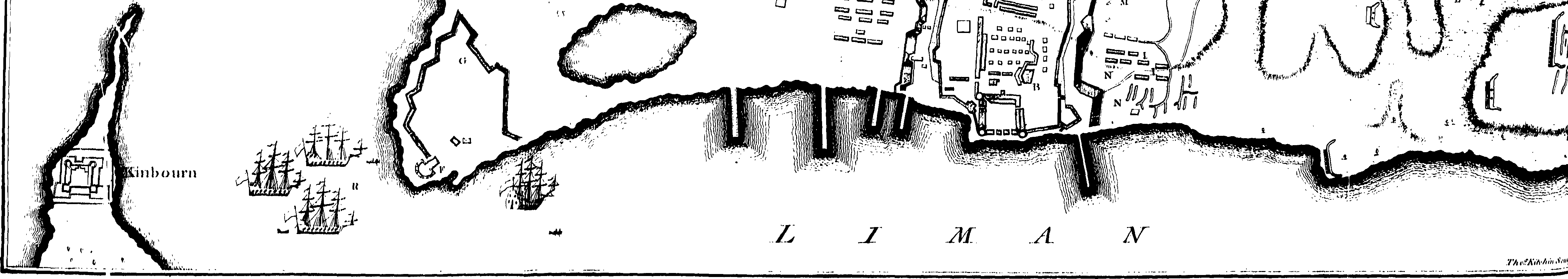
Днепровский лиман, крепости Очаков и Кинбурн. Гравюра из лондонского издания мемуаров К. Манштейна 1773 года издания

В 1737 году участвовал в штурме Очакова произведён в премьер-майоры.
По приказу Миниха арестовал и препроводил в заключение герцога Э.-И. Бирона, за что был произведён в полковники и награждён поместьями. Командовал Астраханским полком. Участник русско-шведской войны, ранен под Вильманстрандом.

### Бегство в Пруссию. Служба Фридриху II
Залечивал раны в Петербурге, когда произошел дворцовый переворот и к власти пришла Елизавета, отобравшая у Манштейна как полк, так и поместья. Манштейн был переведён во флот, затем арестован по обвинению в измене, вскоре, однако, выпущен. На просьбу об отставке было отвечено отказом, и тогда Манштейн, воспользовавшись отпуском, бежал в Пруссию, где принял участие в качестве волонтера в кампании 1745 года Второй Силезской войны и, в том же году, был принят в прусскую армию в ранге полковника и стал генерал-адъютантом Фридриха Великого, невзирая на то, что уехал из России «без абшида». Русское правительство безуспешно пыталось вынудить его к возвращению — был, в частности, арестован его отец.
В 1751 году представил королю манускрипт записок о России (напечатаны в 1753 году, в редактировании принимал участие Вольтер). Записки Манштейна являются доныне одним из важнейших источников по русской истории 1740-х годов. В 1754 году Манштейну был присвоен ранг прусского генерал-майора. В Семилетнюю войну командовал бывшим саксонским пехотным полком фон Минквиц, сражался под Прагой и Колином. При Колине был ранен, отправлен с эскортом на лечение в Дрезден. В пути на отряд напали хорваты. Манштейн, несмотря на ранения, принял участие в стычке и был убит.

### Личная жизнь и характеристика
Был широко образован, знал иностранные языки, использовался также и для дипломатических поручений. Принадлежал к числу военачальников, с которыми в Пруссии связывались большие надежды на будущее. Был смел, в то же время, подчас не в меру, до безрассудства, горяч. Отвага Манштейна помогла пруссакам выиграть битву при Праге, однако его же неудачная, несанкционированная королём атака при Колине, отбитая с большими потерями, явилась одной из причин поражения пруссаков.

### Потомки
Был женат на Юлиане фон Финк (нем. Juliane von Finck) (1723—1768), сестре Фридриха Августа Финка, другого известного прусского генерала, также прежде служившего в России. Имел трех сыновей и пять дочерей. Из детей наибольшую известность приобрели Германн Иоганн Эрнст фон Манштейн (Hermann Johann Ernst von Manstein) (1742—1808), прусский генерал-лейтенант, и приемный сын, турок по рождению, Людвиг фон Штайнманн (Ludwig von Steinmann), (около 1730—1815), прусский полковник.
Его потомок, Альбрехт Густав фон Манштейн (1805—1877) был генералом от инфантерии прусской службы и приёмным дедом фельдмаршала Эриха фон Левински, также называемого Манштейном.

## Издания
- Записки о России генерала Манштейна / Пер. с франц. М. И. Семевского // Перевороты и войны. — М.: Фонд Сергея Дубова, 1997. — С. 9—272. — (История России и дома Романовых в мемуарах современников. XVII—XX вв.). — ISBN 5-89486-004-0.